# Tomislav Erceg
Tomislav Erceg (født 22. oktober 1971) er en tidligere kroatisk fodboldspiller.

## Kroatiens fodboldlandshold
| Kroatiens landshold | Kroatiens landshold | Kroatiens landshold |
| År                  | Kmp                 | Mål                 |
| ------------------- | ------------------- | ------------------- |
| 1997                | 4                   | 1                   |
| Total               | 4                   | 1                   |